# HD 21693
HD 21693 är en ensam stjärna belägen i den norra delen av stjärnbilden Rombiska nätet. Den har en skenbar magnitud av ca 7,94 och kräver en handkikare eller ett mindre teleskop för att kunna observeras. Baserat på parallax enligt Gaia Data Release 3 på ca 30,02 mas, beräknas den befinna sig på ett avstånd på ca 102 ljusår (33 parsek) från solen. Den rör sig bort från solen med en heliocentrisk radialhastighet på ca 40 km/s.

## Egenskaper
HD 21693 är en gul till vit stjärna i slutet av huvudserien av spektralklass G9 IV-V och på väg mot underjättestadiet. Den har en massa som är ca 0,9 solmassa, en radie på ca 0,93 solradie och utsänder från dess fotosfär energi motsvarande 0,66 gånger solen vid en effektiv temperatur av ca 5 400 K.
HD 21693 uppvisar en stjärnaktivitetscykel med en period på 10 år, liknande solcykeln, vilket bevisas av långtidsvariationer i olika spektrala aktivitetsindikatorer. Dess log R′HK kromosfäriska aktivitetsindex varierar mellan -5,02 och -4,83 under cykeln, en amplitud som liknar den för solens magnetiska cykel. Detta index visar också en svagare variation med en period på 33,5 dygn, vilket kan motsvara stjärnans rotationsperiod. Aktivitetscykeln påverkar också stjärnans radiella hastighet, som man måste ta hänsyn till när man skapar omloppslösningen för planeterna i systemet.
HD 21693 har inga kända stellära följeslagare. En med NACO-instrumentet vid Very Large Telescope kunde ej identifiera andra stjärnor i systemet, inom en observationsgräns på 0,09 solmassa till ett avstånd av 0,5 bågsekund (16,7 AE).

## Planetsystem
År 2011 tillkännagavs upptäckten av två exoplaneter som kretsar kring HD 21693, fastställda med hjälp av radiella hastighetsmetoden genom observationer tagna av HARPS-spektrografen vid La Silla-observatoriet.
Den inre planeten, HD 21693 b, har en minimimassa på 8,2 jordmassor i övergången mellan superjordar och Neptunus-massplaneter. Eftersom radiella hastighetsmetoden som används för dess upptäckt inte kan bestämma lutningen av dess omloppsbana, kan planetens verkliga massa inte bestämmas, även om den sanna massan vanligtvis ligger nära minimivärdet. Denna planet kretsar kring stjärnan på ett avstånd av 0,15 AE med en period på 22,7 dygn.
Den yttre planeten, HD 21693 c, har en minimimassa på 17,4 jordmassor motsvarande massan av Neptunus. Den ligger på ett avstånd av 0,26 AE från stjärnan och har en omloppstid på 53,7 dygn. Planeterna i systemet har ett periodförhållande på 2,37, vilket är nära en 5:2 jämförbarhet. I ett möjligt formationsscenario upplevde de konvergent migration kort efter bildandet, vilket fångade dem i en 5:2-resonans, men denna resonans gick förlorad kort efter att den protoplanetära skivan försvann.
| Planet | Massa           | Halv storaxel (AE) | Siderisk omloppstid (d) | Excentricitet   | Inklination | Radie |
| ------ | --------------- | ------------------ | ----------------------- | --------------- | ----------- | ----- |
| b      | ≥8,23 ± 1,05 MJ | 0,1455 ± 0,0058    | 22,6786 ± 0,0085        | 0,12 +0,09−0,08 | -           | -     |
| c      | 17,37 ± 1,77 MJ | 0,22586 ± 0,0103   | 53,7357 ± 0,0309        | 0,07 +0,06−0,05 | -           | -     |